# Shake It Up Şekerim
Shake It Up Şekerim – singel tureckiego piosenkarza Kenana Doğulu wydany 15 lutego 2007 roku oraz umieszczony na jego EP-ce zatytułowanej 7.5 z tego samego roku. Utwór został napisany przez samego artystę we współpracy z jego bratem Ozanem. 
W 2007 roku utwór reprezentował Turcję podczas 52. Konkursu Piosenki Eurowizji organizowanego w Helsinkach. 10 maja został zaprezentowany przez piosenkarza w półfinale widowiska i z trzeciego miejsca awansował do finału, w którym zajął ostatecznie czwarte miejsce ze 163 punktami na koncie, w tym m.in. z maksymalnymi notami 12 punktów od Belgii, Francji, Niemiec i Holandii.

## Lista utworów
CD single
1. „Shake It Up Şekerim” – 3:05